# İmamoğlu
İmamoğlu là một huyện thuộc tỉnh Adana, Thổ Nhĩ Kỳ. Huyện có diện tích 283 km² và dân số thời điểm năm 2007 là 31629 người, mật độ 112 người/km².